# چرخ‌ریسک سینه‌زرد
چرخ‌ریسک سینه‌زرد (نام علمی: Cyanistes flavipectus) نام یک گونه از تیره چرخ‌ریسک است.